# یوکی اونو
یوکی اونو (انگلیسی: Yūki Ono; ۲۲ ژوئن ۱۹۸۴ – ) صداپیشگی در ژاپن، و خواننده اهل ژاپن بود. وی از سال ۲۰۰۶ میلادی تاکنون مشغول فعالیت بوده‌است.